# Aire urbaine de Lorient
L'aire urbaine de Lorient est une aire urbaine française centrée sur les cinq communes de l'unité urbaine de Lorient, dans le Morbihan. Composée de 29 communes dans sa délimitation de 2010, ses 215 591 habitants faisaient d'elle en 2012 la 46e aires urbaines françaises.

## La notion d'aire urbaine
D'après l'INSEE, une aire urbaine est un ensemble de communes, composé de communes urbaines (faisant partie de l'agglomération) et de communes rurales (faisant partie de la couronne périurbaine). Pour qu'une commune soit membre d'une aire urbaine, il faut qu'au moins 40 % de ses habitants travaille dans le pôle urbain (l'agglomération) ou la ville-centre (ici, Lorient).

## Caractéristiques
D'après la délimitation établie par l'INSEE, l'aire urbaine de Lorient est composée de 29 communes, dont 28 situées dans le département du Morbihan et une dans le Finistère. Cinq de ces communes forment le pôle urbain de l'unité urbaine de Lorient (couramment : agglomération) et 3 forment l’unité urbaine de Riantec - Locmiquélic. 
Les 21 autres communes, dites monopolarisées se répartissent entre 13 communes rurales et 3 communes urbaines, dont
- 8 sont des villes isolées (unités urbaines d’une seule commune)

L’aire urbaine de Lorient appartient à l’espace urbain de Lorient-Vannes.

## Composition
| Nom               | Code Insee | Statut | Superficie (km2) | Population (dernière pop. légale) | Densité (hab./km2) |
| ----------------- | ---------- | ------ | ---------------- | --------------------------------- | ------------------ |
| Lorient (siège)   | 56121      |        | 17,48            | 58 202 (2022)                     | 3 330              |
| Berné             | 56014      |        | 34,77            | 1 558 (2022)                      | 45                 |
| Brandérion        | 56021      |        | 6,03             | 1 480 (2022)                      | 245                |
| Calan             | 56029      |        | 12,29            | 1 267 (2022)                      | 103                |
| Caudan            | 56036      |        | 42,63            | 7 110 (2022)                      | 167                |
| Cléguer           | 56040      |        | 32,15            | 3 404 (2022)                      | 106                |
| Gâvres            | 56062      |        | 1,88             | 685 (2022)                        | 364                |
| Gestel            | 56063      |        | 6,25             | 2 569 (2022)                      | 411                |
| Guidel            | 56078      |        | 52,29            | 12 236 (2022)                     | 234                |
| Hennebont         | 56083      |        | 18,57            | 15 831 (2022)                     | 853                |
| Inguiniel         | 56089      |        | 51,4             | 2 196 (2022)                      | 43                 |
| Inzinzac-Lochrist | 56090      |        | 44,67            | 6 631 (2022)                      | 148                |
| Kervignac         | 56094      |        | 39,56            | 7 085 (2022)                      | 179                |
| Lanester          | 56098      |        | 18,37            | 23 188 (2022)                     | 1 262              |
| Languidic         | 56101      |        | 109,08           | 8 046 (2022)                      | 74                 |
| Lanvaudan         | 56104      |        | 18,3             | 809 (2022)                        | 44                 |
| Larmor-Plage      | 56107      |        | 7,27             | 8 368 (2022)                      | 1 151              |
| Locmiquélic       | 56118      |        | 3,58             | 4 094 (2022)                      | 1 144              |
| Merlevenez        | 56130      |        | 17,67            | 3 191 (2022)                      | 181                |
| Nostang           | 56148      |        | 15,71            | 1 650 (2022)                      | 105                |
| Ploemeur          | 56162      |        | 39,72            | 18 873 (2022)                     | 475                |
| Plouay            | 56166      |        | 67,33            | 5 779 (2022)                      | 86                 |
| Plouhinec         | 56169      |        | 35,58            | 5 343 (2022)                      | 150                |
| Pont-Scorff       | 56179      |        | 23,5             | 4 015 (2022)                      | 171                |
| Port-Louis        | 56181      |        | 1,07             | 2 689 (2022)                      | 2 513              |
| Quéven            | 56185      |        | 23,93            | 8 906 (2022)                      | 372                |
| Rédené            | 29234      |        | 24,49            | 2 999 (2022)                      | 122                |
| Riantec           | 56193      |        | 14,06            | 5 742 (2022)                      | 408                |
| Sainte-Hélène     | 56220      |        | 8,08             | 1 298 (2022)                      | 161                |

## Évolution démographique
L'évolution démographique ci-dessous concerne l'aire urbaine selon la délimitation de 2010.
| 1968    | 1975    | 1982    | 1990    | 1999    | 2006    | 2011    | 2016    | - |
| ------- | ------- | ------- | ------- | ------- | ------- | ------- | ------- | - |
| 166 134 | 178 922 | 188 989 | 200 744 | 202 911 | 210 271 | 214 066 | 218 689 | - |